# Kanton Auterive
Kanton Auterive (francouzsky Canton d'Auterive) je francouzský kanton v departementu Haute-Garonne v regionu Midi-Pyrénées. Tvoří ho 11 obcí.

## Obce kantonu
- Auribail
- Auterive
- Beaumont-sur-Lèze
- Grépiac
- Labruyère-Dorsa
- Lagrâce-Dieu
- Mauressac
- Miremont
- Puydaniel
- Venerque
- Vernet